# Вулластон, Бен
Бен (Бенджамин) Ву́лластон (англ. Ben Woollaston, полное имя Benjamin Michael Woollaston; род. 14 мая 1987, Лестер) — английский профессиональный игрок в снукер.

## Биография
Стал профессионалом в 2003 году, но в первый сезон (2004/05) в мэйн-туре не показал значительных результатов и не сумел закрепить своё место на следующий сезон. В 2006 году Вулластон стал чемпионом Европы среди игроков до 19 лет и, таким образом, получил право вернуться в мэйн-тур на сезон 2006/07. В 2006—2007 годах Бен был участником финальных стадий Гран-при (дважды) и Welsh Open. В сезоне 2010/11 он дошёл 1/32 финала World Open и неплохо выступил на некоторых этапах серии Players Tour Championship, благодаря чему занял 69 место в официальном рейтинге и остался в мэйн-туре на следующий сезон.
В июне 2011 года Бен женился на снукерном рефери из Белоруссии — Татьяне Торчило, которая в июле 2019 года провела свой первый рейтинговый финал в качестве рефери на турнире Riga Masters.
В начале сезона 2011/12 Вулластон выиграл свой первый профессиональный турнир — 3-й этап Players Tour Championship.

## Достижения в карьере
12 декабря 2014 года на Lisbon Open Бен Уолластон впервые в своей карьере сделал максимальный брейк.

### Рейтинговые турниры
- Players Tour Championship 2011/2012 — Этап 3 (мини-рейтинговый) — победитель